# Es Carritxó

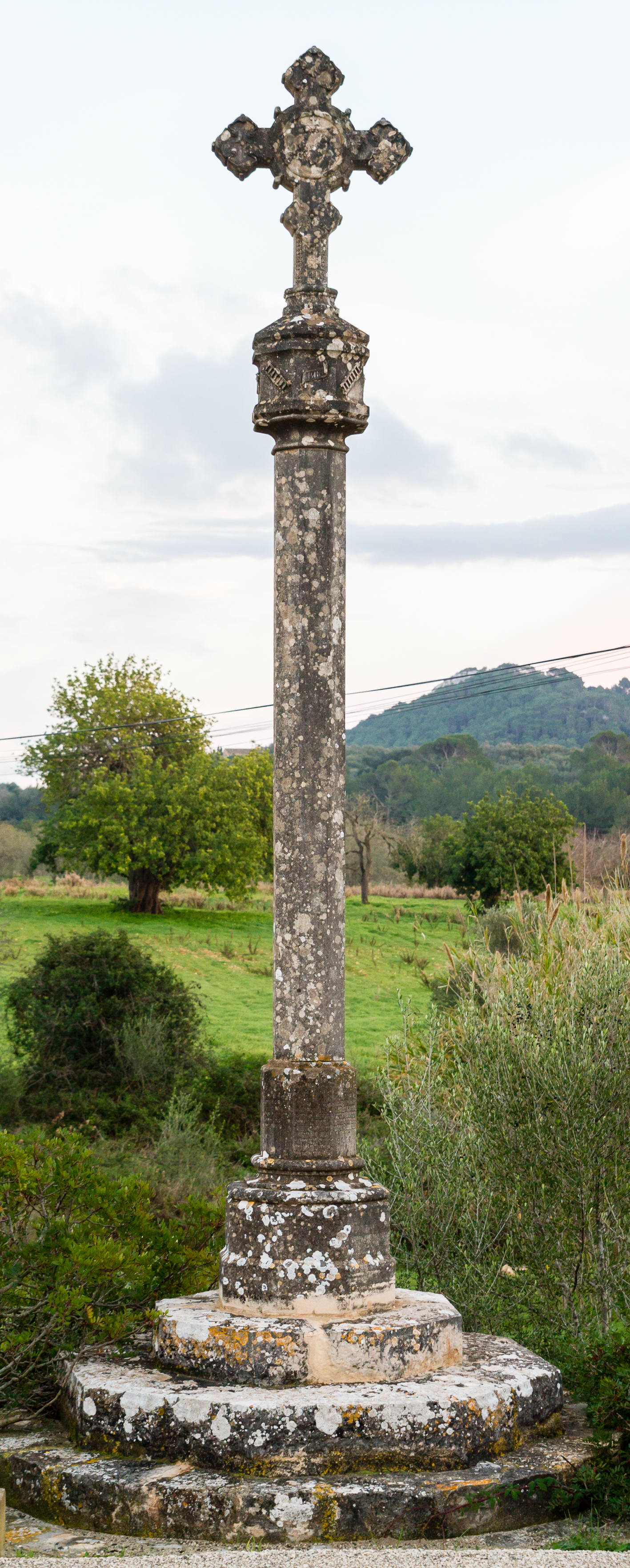
La cruz del Carritxó o cruz de na Galiana.

Es Carritxó es una localidad y pedanía española perteneciente al municipio de Felanich, en la parte suroriental de Mallorca, comunidad autónoma de las Islas Baleares. Cerca de esta localidad se encuentran los núcleos de Cas Concos d'es Cavaller, Calonge, s'Horta, Felanich capital y Son Negre.
Es Carritxó es un pequeño pueblo de carácter rural donde destaca su iglesia, dedicada a San Antonio Abad y construida en 1765. Hay un gran número de casas que están dispersadas por las afueras de la localidad.

## Historia
Empezó siendo una antigua posesión llamada "es Carritxó Vell" («el Carrichón Viejo»). La iglesia, de 1765, está formada por una sola nave con capillas laterales. 

## Demografía
Según el Instituto Nacional de Estadística de España, en el año 2019 es Carritxó contaba con 191 habitantes censados, lo que representa el 1,07% de la población total del municipio.

### Evolución de la población
| Gráfica de evolución demográfica de es Carritxó entre 2009 y 2019 |
|                                                                   |
| Datos según el nomenclátor publicado por el INE.                  |

## Comunicaciones

### Carreteras
Las principales vías de comunicación que transcurren por esta localidad son:
| Identificador | Denominación                   | Itinerario            |
| ------------- | ------------------------------ | --------------------- |
| Ma-14         | Carretera de Santañí a Manacor | Santañí - Manacor     |
| Ma-4016       | Carretera del Carritxó         | es Carritxó - Calonge |

Algunas distancias entre es Carritxó y otras ciudades:
| Ciudades          | Distancia (km) |
| ----------------- | -------------- |
| Felanich          | 5              |
| Manacor           | 18             |
| Palma de Mallorca | 54             |

## Cultura

### Fiestas
Es Carritxó celebra sus fiestas populares en torno al 17 de enero en honor a San Antonio, patrón del pueblo.